# Austria ai I Giochi olimpici invernali
L'Austria partecipò ai I Giochi olimpici invernali, svoltisi a Chamonix dal 25 gennaio al 5 febbraio 1924, aggiudicandosi due medaglie d'oro e una d'argento.

## Medagliere

### Per discipline
| Sport                 | Oro | Argento | Bronzo | Totale |
| --------------------- | --- | ------- | ------ | ------ |
| Pattinaggio di figura | 2   | 1       | 0      | 3      |
| Totale                | 2   | 1       | 0      | 3      |

### Medaglie
| Medaglia | Atleta                         | Sport                 | Evento                          |
| -------- | ------------------------------ | --------------------- | ------------------------------- |
| Oro      | Herma Szabo                    | Pattinaggio di figura | Pattinaggio di figura femminile |
| Oro      | Helene Engelmann Alfred Berger | Pattinaggio di figura | Pattinaggio di figura a coppie  |
| Argento  | Willy Böckl                    | Pattinaggio di figura | Pattinaggio di figura maschile  |